# Жасмін Крокетт
Жасмін Фелісія Крокетт (англ. Jasmine Felicia Crockett; нар. 29 березня 1981, Сент-Луїс, Міссурі, США) — американська юристка та політикиня, представляє 30-й виборчий округ Техасу з січня 2023 року від Демократичної партії. Її округ охоплює більшу частину південного округу Даллас, центральний Даллас, аеропорт Даллас-Лав-Філд і частини округу Таррант.
Була співголовою кампанії Гарріс-Волз 2024 року. Членка Прогресивної фракції Демократичної партії у Конгресі.
Представляла 100-й округ у Палаті представників Техасу. Працювала державним захисником округу Бові та займалася адвокатською практикою в приватній фірмі.

## Біографія
Народилася в Сент-Луїсі, штат Міссурі, у сім'ї пастора Джозефа та Гвен Крокеттів. Навчалася у місцевих школах. 2003 року здобула ступінь бакалавра мистецтв з бізнес-адміністрування у коледжі Родса. Спочатку планувала стати анестезіологом або дипломованим бухгалтером, але вирішила вступити до юридичної школи. В інтерв'ю 2020 року сказала, що змінила кар'єру через низку злочинів на ґрунті ненависті з якими стикнулась у коледжі та згодом її інтереси представляла юридична фірма Cochran. Розслідування 2024 року «The Tennessee Star» не виявило жодних доказів злочинів на ґрунті ненависті у Родсі чи якоїсь участі фірми Cochran.
2006 року здобула ступінь доктора права в Юридичному центрі Г'юстонського університету. Була членкою Національної асоціації правників і Далласької асоціації чорних кримінальних адвокатів.
2006 року склала іспит з адвокатури. Стала громадським захисником округу Бові, а згодом створила юридичну фірму, яка розглядала судові справи щодо автомобільних аварій і бралася за справи pro bono активістів Black Lives Matter.
Сповідує баптизм. Членка жіночого товариства Delta Sigma Theta.

## Палата представників Техасу
2019 року Ерік Джонсон став мером Далласа, звільнивши місце в Палаті представників Техасу. 5 листопада відбулися позачергові вибори з другим туром 28 січня 2020 року на яких перемогла Лорейн Бірабіл. Крокетт кинула виклик Бірабіл на праймеріз демократів 2020 року. З невеликим відривом перемогла Бірабіл в другому турі первинних виборів і пройшла до загальних виборів у листопаді 2020 року, на яких не зустріла опору. Вступила на посаду у січні 2021 року.

## Палата представників США

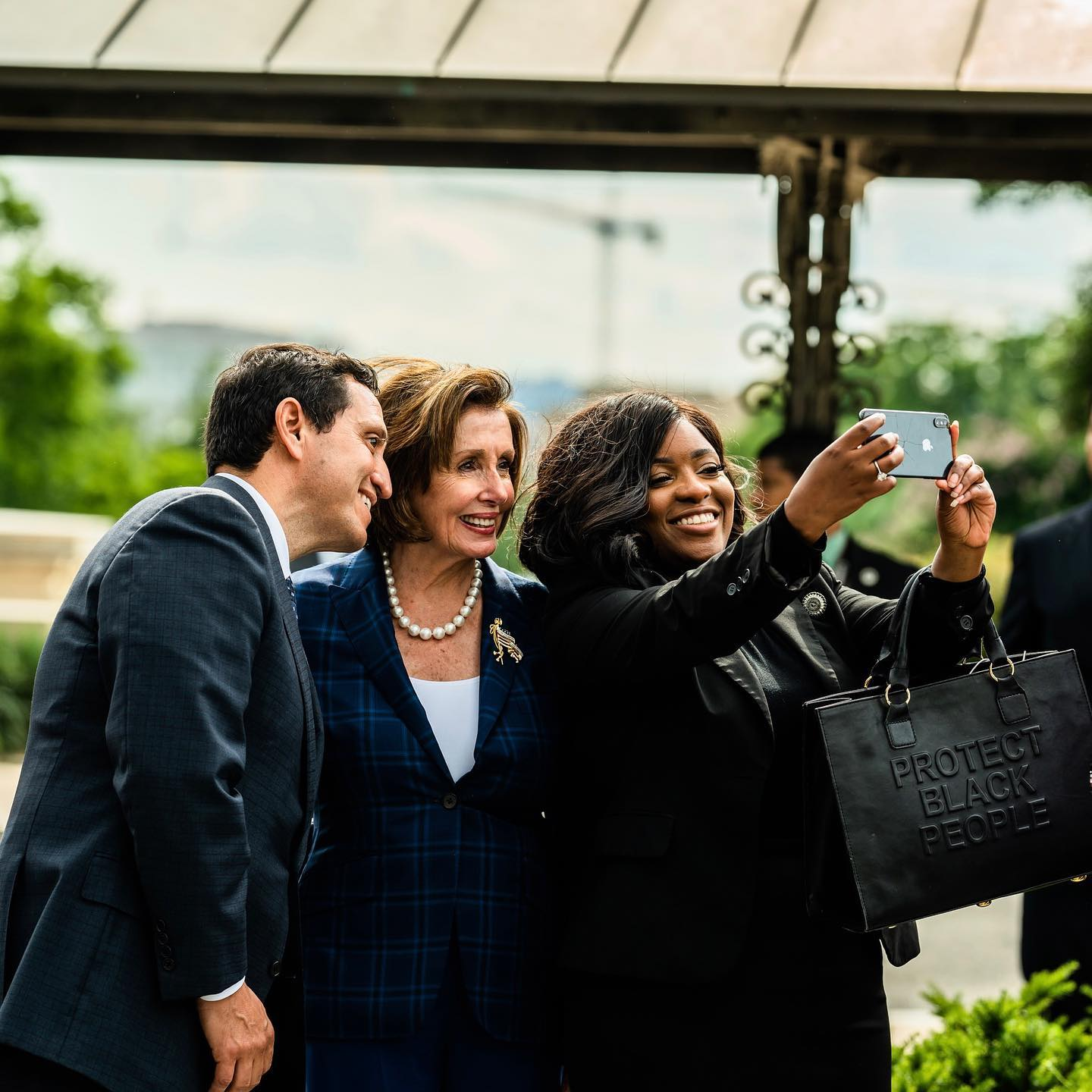
Крокетт (праворуч) позує зі спікером Палати представників США Ненсі Пелосі (у центрі) та представником штату Техас Треєм Мартінесом Фішером (ліворуч), 2021 рік

### Вибори

#### 2022 рік
20 листопада 2021 року чинний представник Палати представників Едді Берніс Джонсон від 30-го округу Техасу оголосила, що не буде балотуватися на переобрання 2022 року. Через чотири дні Крокетт оголосила про свою кандидатуру. Джонсон одночасно оголосила, що підтримує кандидатуру Крокетт. Вона отримала значну фінансову підтримку від супер комітету політичної активності, пов'язаного з індустрією криптовалют, а політичний комітет Сема Бенкмана-Фріда виділив 1 мільйон доларів на підтримку її кампанії. Під час первинних виборів у Демократичної партії Крокетт і Джейн Гоуп Гамільтон, помічниця Марка Візі, пройшли до другого туру, на якому Крокетт перемогла. 8 листопада перемогла на загальних виборах.

### Вступ на посаду

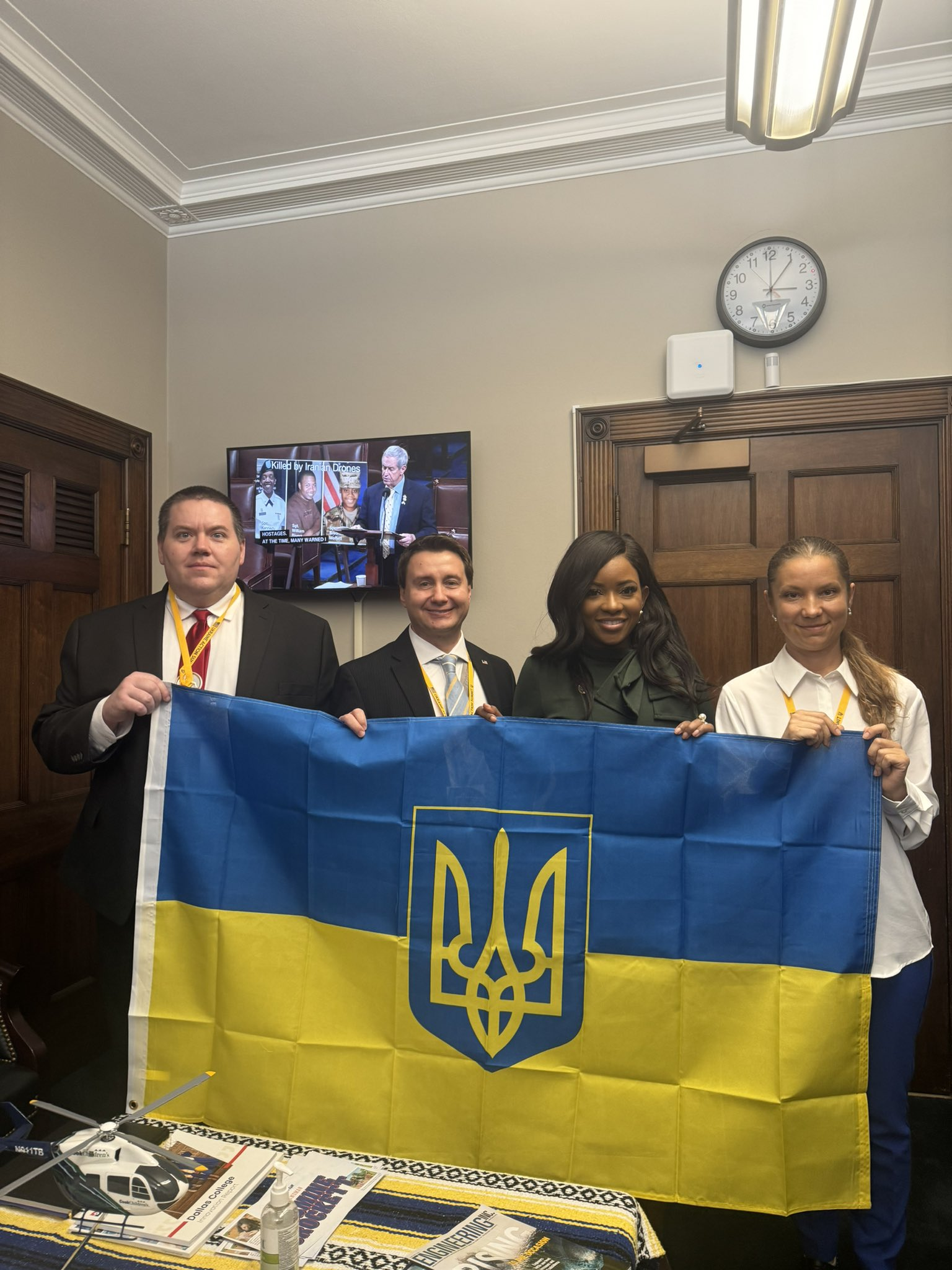
Крокетт підтримує надання військової допомоги українським військовим.

Була серед 46 демократів, які проголосували проти остаточного ухвалення Закону про фінансову відповідальність 2023 року в Палаті представників. Проголосувала за підтримку Ізраїля після різанини 7 жовтня 2023 року.
У квітні 2024 року разом з більшістю своїх колег-демократів проголосувала за додаткові пакети військової допомоги для України, Ізраїлю та Тайваню.
2023 року на слуханнях щодо імпічменту президента Джо Байдена звинуватила Марджорі Тейлор Грін й інших республіканців у лицемірстві. Стверджувала, що ті, хто розпочав розслідування щодо імпічменту, і ті, хто висунув звинувачення проти Байдена, ігнорували задокументовані докази власних кримінальних злочинів президента Дональда Трампа. Вона показала фотографії з обшуку ФБР у Мар-а-Лаго з Трампом, який зберігав секретні документи у ванній кімнаті (та в інших місцях без належної безпеки), на що вона зауважила: «Це наші національні секрети, як на мене, вони - у лайні».
Виступила на національному з'їзді Демократичної партії 2024 року та згадала про інцидент. Порівнюючи кандидата в президенти від Демократичної партії Камалу Гарріс і Трампа, кандидата від Республіканської партії, вона сказала про останнього: «Він зберігає національні таємниці поруч зі своїм кріслом для роздумів — ви знаєте, що я сказала попереднього разу». Виграла другий термін до Палати представників 2024 року.

### Членство в комітетах
- Фракція чорношкірих у Конгресі
- Фракція з питань рівності у Конгресі[32]
- Прогресивна фракція у Конгресі[33]
- Фракція у Конгресі за поправку про рівні права[34]

### У комітетах
- Комітет з питань сільського господарства
  - Підкомітет з товарних ринків, цифрових активів і сільського розвитку
  - Підкомітет із сільськогосподарських товарів, управління ризиками та кредитування
  - Підкомітет з питань харчування, іноземного сільського господарства та садівництва
- Комітет з нагляду та підзвітності
  - Підкомітет з питань урядових операцій і федеральної робочої сили
- Спеціальний підкомітет федерального уряду з озброєння

## Риторичний стиль
Використовує алітерацію в публічних виступах. Під час слухань у Наглядовому комітеті 16 травня 2024 року Марджорі Тейлор Грін відповіла на зауваження Крокетт: «Я думаю, що ваші накладні вії псують те, що ви читаєте». Голова комітету Джеймс Комер постановив, що це зауваження не порушує протокол Палати представників. Щоб роз'яснити обмеження на особисті коментарі, Крокетт запитала: «Якщо хтось із цього комітету почине говорити про чийсь висвітлений блонд, погано складене, чоловікоподібне тіло, це ж не буде переходом на особистості?». 19 серпня 2024 року, в перший вечір Національного з'їзду Демократичної партії 2024 року, Крокетт говорила про кандидата від Республіканської партії Дональда Трампа та запитала: «Чи мстивий підлий лиходій порушить бачення виборців?»